# Agente 4K2 chiede aiuto
Agente 4K2 chiede aiuto (Warning Shot) è un film del 1967 diretto da Buzz Kulik e tratto dal romanzo di Whit Masterson 4K2 agente chiede aiuto (711 - Officer Needs Help).